# 保津峽車站

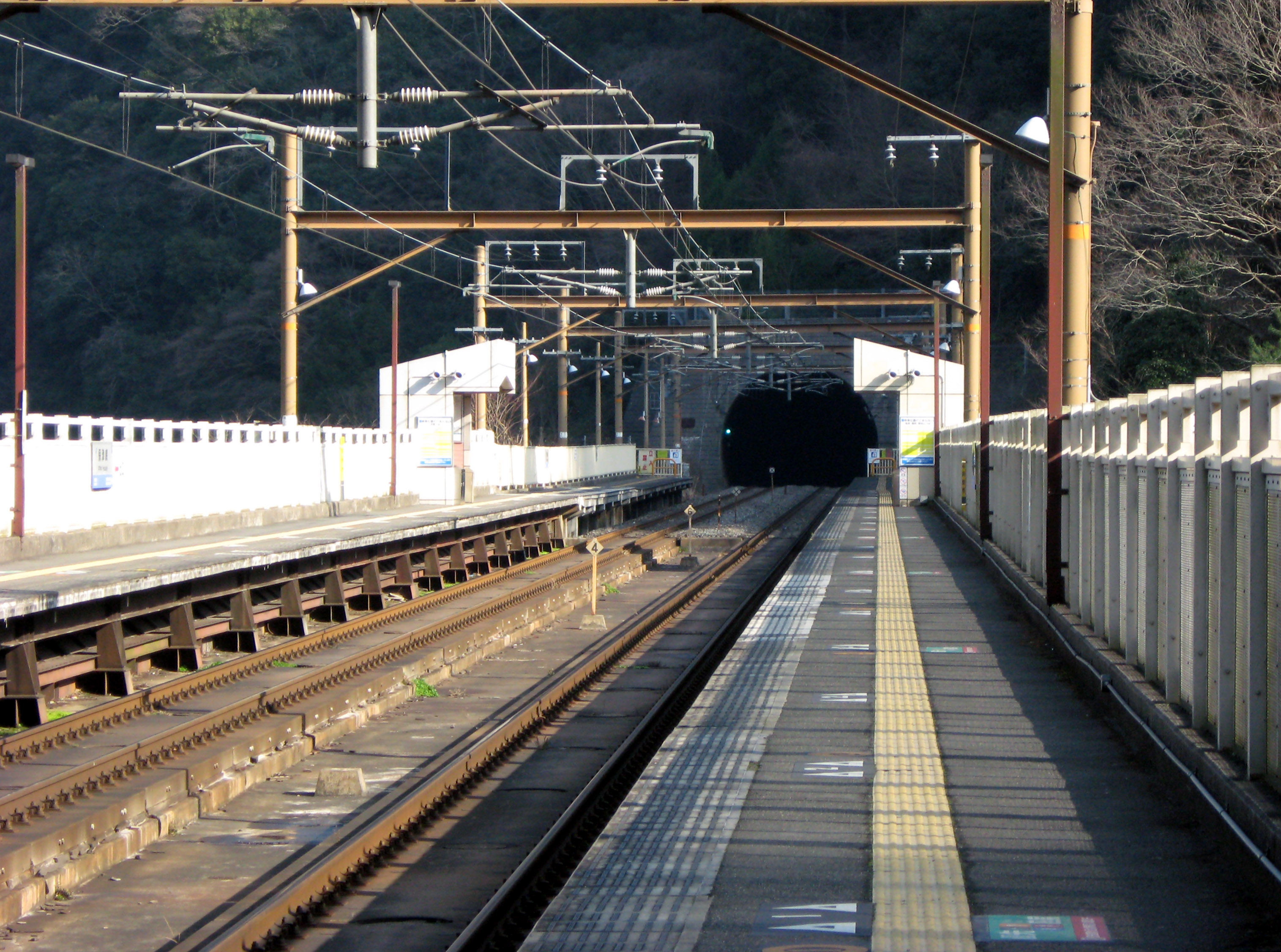
直接就設在跨河橋樑上的月台

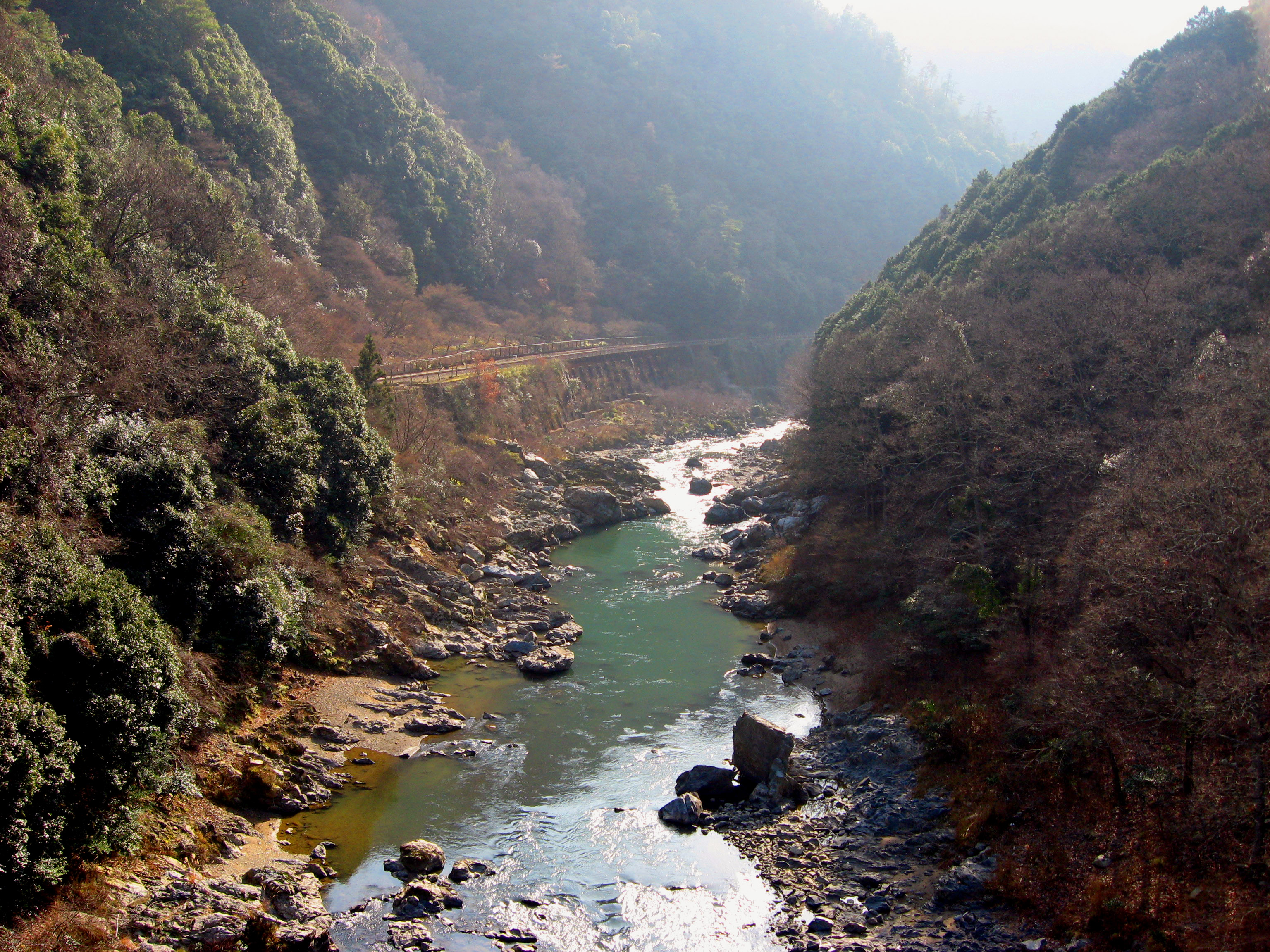
由車站月台往南側（龜岡側）瞭望保津峽

保津峽車站（日语：／ Hozukyō eki */?）是由西日本旅客鐵道（JR西日本）所經營的鐵路車站，位於日本京都府龜岡市。本站是山陰本線（嵯峨野線）的無人車站，位於JR西日本京都支社的管轄範圍內。站名源自於本站下方的保津峽（桂川部分河段），為京都西郊知名的觀光勝地。

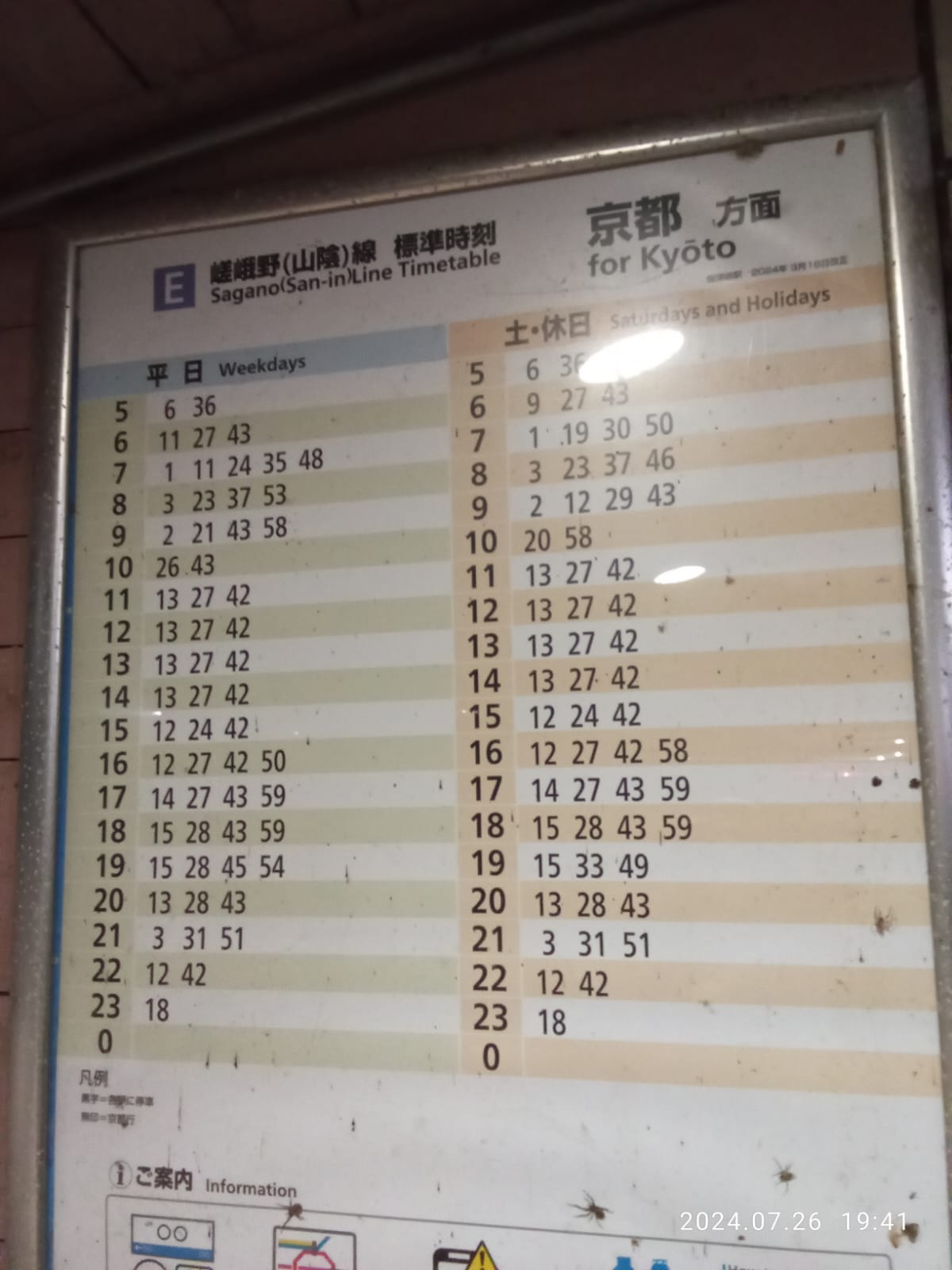
時刻表 (2024年3月16日改正)

## 簡介
今日的保津峽車站並非第一個使用此站名的車站，第一代的保津峽車站其實是目前由嵯峨野觀光鐵道所經營的小火車保津峽車站（トロッコ保津峡駅）。1989年時嵯峨—馬堀間的山陰本線切換至為了改善線型並全線複線化而修築新線，並在離原舊線保津峽車站不遠處設置本站。兩站之間直線距離只有500公尺，但沿著舊山陰本線（今日的嵯峨野觀光線）軌道旁修築的聯絡道路並不開放給一般旅客使用，因此得繞路保津川北岸迂迴至新站。
由於車站是設在狹窄的河谷裡面，腹地有限，保津峽車站的月台直接就修築在隧道與隧道之間的跨河橋樑上，成為名副其實的「橋上車站」。車站出入口設置在往龜岡的方向，而月台在京都方向的端點就緊貼著隧道出口，因此無法進出。由於車站橋樑橫跨的保津川（桂川）本身也是京都市與龜岡市的市界，因此保津峽車站橫跨了兩個城市，只是依照車站出入口的位置在龜岡市境內之由而歸屬於龜岡市境內的車站，與過去設籍京都市西京區境內的舊保津峽車站有些不同。除此之外，雖然位於龜岡市境內，但在JR的特定都區市內制度中，保津峽車站仍然被歸屬是「京都市內」諸站之一。

## 車站結構
對向式月台2面2線在橋樑上的高架車站。由於沒有轉轍器與絕對信號機，被分類為停留所。

### 月台配置
| 月台 | 路線     | 方向 | 目的地                 |
| ---- | -------- | ---- | ---------------------- |
| 1    | 嵯峨野線 | 上行 | 二條、京都方向         |
| 2    | 嵯峨野線 | 下行 | 龜岡、園部、福知山方向 |

## 使用情況
2017年（平成29年）度1日平均上車人次為425人。
| 年度   | 1日平均 上車人次 |
| ------ | ---------------- |
| 1999年 | 126              |
| 2000年 | 123              |
| 2001年 | 110              |
| 2002年 | 115              |
| 2003年 | 115              |
| 2004年 | 208              |
| 2005年 | 241              |
| 2006年 | 260              |
| 2007年 | 264              |
| 2008年 | 258              |
| 2009年 | 266              |
| 2010年 | 265              |
| 2011年 | 270              |
| 2012年 | 279              |
| 2013年 | 296              |
| 2014年 | 345              |
| 2015年 | 404              |
| 2016年 | 438              |
| 2017年 | 425              |
| 2018年 | 392              |

### 各年度1日平均上車人次（1930年代—1940年代）
各年度1日平均上車人次如下表。
| 年度               | 1日平均 上車人次 |
| ------------------ | ---------------- |
| 1936年（昭和11年） | 105              |
| 1937年（昭和12年） | 113              |
| 1938年（昭和13年） | 128              |
| 1939年（昭和14年） | 163              |
| 1940年（昭和15年） | 178              |
| 1941年（昭和16年） | 140              |

## 歷史
- 1929年（昭和4年）8月17日：日本國有鐵道山陰本線的嵯峨（今嵯峨嵐山）與龜岡站之間，為會車需要設置松尾山號誌站（松尾山信号場）。
- 1936年（昭和11年）4月15日：升格為保津峽車站，開始經營客運服務。
- 1987年（昭和62年）4月1日：國鐵分割民營化，車站經營由JR西日本繼承。
- 1989年（平成元年）3月5日：嵯峨—馬堀間切換新線，車站移至現址。
- 1991年（平成3年）4月27日：配合嵯峨野觀光線的啟用，原本棄置不用的保津峽舊站改名為「小火車保津峽車站」（トロッコ保津峡駅）再度營運。
- 2003年（平成15年）11月1日：JR西日本所發行的智慧型IC車票「ICOCA」開始可在本站使用。

## 相鄰車站
西日本旅客鐵道
 嵯峨野線（山陰本線）
■快速
通過
■普通
嵯峨嵐山（JR-E08）－保津峽（JR-E09）－馬堀（JR-E10）

## 外部連結
- 保津峽｜車站資訊：JR出門網 - 西日本旅客鐵道